# Botanophila seneciella
Botanophila seneciella är en tvåvingeart som först beskrevs av Meade 1892.  Botanophila seneciella ingår i släktet Botanophila och familjen blomsterflugor. Arten är reproducerande i Sverige. Inga underarter finns listade i Catalogue of Life.